# 舍尔巴库尔
舍尔巴库尔（羅馬化：Sherbakulʹ）是俄罗斯鄂木斯克州的工人村（市级镇）、舍尔巴库尔区行政中心及规模最大聚居地，地处鄂木斯克州西南部伊希姆平原，东南临同名小湖泊，位于州府鄂木斯克西南方。
该地2021年人口有6,404人；2010年人口6,976；2002年人口7,339；1989年人口7,872。